# 瓦西里夫卡 (庫皮揚斯克區)
49°39′52″N 37°30′13″E / 49.66444°N 37.50361°E
瓦西里夫卡（烏克蘭語：Василівка）是位於烏克蘭東部的村莊，由哈爾科夫州庫普揚斯克區的金德拉希夫卡市鎮負責管轄。該村處於謝涅克河左岸，距離奧薩季基夫卡1公里，始建於1675年，面積0.22平方公里，海拔高度102米，2001年人口66。